# Случь (приток Горыни)
Случь, Южная Случь (укр. Случ) — правый приток Горыни; длина 451 км, площадь бассейна — 13 900 км².
Берёт начало на Волынском плоскогорье Подольской возвышенности, у села Авратин Хмельницкой области (ранее этот участок носил название Авратынской возвышенности), в низовьях протекает по Полесской низменности и впадает справа в Горынь в 100 км от её устья, у села Велюнь Ровненской области. Долина шириной от 0,2—0,8 км в верховьях до 5 км в нижнем течении, русло — от 5 до 50 м, максимальный показатель — 110 м. Уклон 0,4 м/км. Питание преимущественно снеговое и дождевое. Замерзает в декабре, вскрывается в марте.
Минерализация воды р. Случь в среднем составляет: в весеннее половодье — 313 мг/дм³, в периоды летне-осенней и зимней межени — соответственно 321 и 349 мг/дм³.
В пределах Ровненской области на берегах реки расположен ландшафтный заказник «Соколиные горы».
Судоходна на 290 км. Частично используется для водоснабжения, в верховьях — небольшие ГЭС.
Города на Случи: Староконстантинов, Звягель, Барановка, Сарны, пгт Любар.
Сёла на Случи: Черниевка, Мирополь, Колосовка, Любомирка, Кузьмин, Воронковцы.